# Magnus Gabriel De la Gardies hovkapell
Magnus Gabriel De la Gardies hovkapell var en svensk orkester  under 1600-talet.

## Historia
Magnus Gabriel De la Gardies ställning i riksledningen krävde ett påkostat leverne med statusmarkörer i en personlig hovhållning. Till detta hörde ett privat  hovkapell  och hovtrumpetarkår. Orkestern bildades genom kontrakt med musiker i Hamburg 1650. Det var en liten ensemble bestående av bassångaren Georg Hucke, viola da gambaspelaren Wolff Wohlfarth och organisten Daniel Weixer. Det förmerades efterhand och kom att omfatta en kammarmusikensemble för taffelmusik och tjänst i slottskapellet och en hovtrumpetarkår som åtföljde hovstaten till residensen Makalös, Jacobsdal, Karlberg, Ekholmen, Venngarn, Läckö och  Höjentorp. Organister anställdes i grevskapets kyrkor. Sammanlagt torde ett 50-tal musikanter förutom trumpetarkåren ha varit kontrakterade, om än för en kortare period. Samverkan skedde ibland med kungliga hovkapellet och musiker bytte ibland  huvudman. Hovkapellet decimerades efter reduktionen fram till De la Gardies död 1686.

## Hovkapellister

### Kapellmästare
- –1664 Johan Caspar Kämpfer
- 1664–1666 Georg Schmezer
- 1667: Georgh Schelle

### Violinister
- 1660–1663: Joachim Rose
- 1663–1667: Casper Jacob
- 1663–1666: Carl Hintz
- 1665–1686: Paul Galle
- 1667–1673: Joh. Abraham Kiöler
- 1667: Jurgen Schale
- 1673–1679: Johan Roman

### Viola da Gambaister
- 1650–1654 Wolff Wohlfarth

- 1650–1678: Johann Christoph Wolff
- 1660 Hartwich Ziesich
- 1679: Okänd

### Basister
- 1650: Okänt
- 1663: Carl Hintz

### Lutenister
- 1655: Okänd från Riga.
- 1661: Duall från Kägleholm
- 1680: Okänd

### Organister
- 1653: Okänd.
- 1654-1655 Dietrich Becker
- 1661: Okänd från Kägleholm
- 1664: Georg Schmezer
- 1664: Strauch
- 1666: Daniel Langh
- 1667: Schweder Möller
- 1667: Casper Krüger
- 1668: Okänd från Jakobsdal
- 1670: Jonas Carsolinius
- 1672: Joachim Rathge
- 1678: Johan Hindrik Adler
- 1680: Gabriel Gabrielson, Läckö
- 1680: Sven Månsson
- 1680: Jonas
- 1680: Erich Bengtsson Gzambeckius
- 1680: Casper Skringer
- 1680: Joh. Nickels
- 1680: Daniel Weixer
- 1681: Carl Sylvius

### Vokalister
- 1662: Okänd
- 1662: Paul Prevost
- 1666: Johann Adolph Bino
- 1667: Johan Christoffersson Roman

### Diskantister
- 1662: Paul Galle
- 1664: Hans Christopher Schale
- 1664: Adolph Tiällander
- 1670: Johan Roman, musikpage
- 1674 Israel Pourel
- 1677: Påvel

### Pipare
- 1645: Michell

### Trumpetare
- 1645: Hans Munch
- 1645: Daniel Reger
- 1645: Jörgen
- 1645: Hindrich
- 1645: Otto
- 1649: Bona Ventura
- 1649: Oluf
- 1649: Filip
- 1652: Henning
- 1652: Gustaf
- 1656: Lille Jörgen Müller
- 1656: Jörgen Reijer
- 1656: Lars
- 1663: Hindrich Hovdräng
- 1664: Lorentz Lax (död 1665)
- 1664: Paul Romell
- 1668: Olof Hälsingh
- 1670: Erich Meyer
- 1670: Anders Stark
- 1672: Christopher Möllendroph
- 1679: Hans Jurgensson
- 1680: Sven Jacob Wiger
- 1680: Jörgen Schön
- 1680: Jörgen Schönfelt

### Pukslagare
- 1645: Sven
- 1656: Gottfrid
- 1670: Wisnefskij

### Övriga musiker
- 1649: Fem musikanter
- 1650: En engelsk musker.
- 1665: Sven Tiällander
- 1665: Adolph Tiällander
- 1668: Poll
- 1668: Hans Christopher Schale
- 1668: Chichman
- 1680: Brandel